# Ґад (Західна Вірджинія)
Ґад (англ. Gad) — зникле містечко в окрузі Ніколас, штат Західна Вірджинія, США. Воно було розташоване на березі річки МакКіз-Крік (McKee's Creek), але в 1960-х роках його викупив корпус інженерів армії США для будівництва водосховища Саммерсвілл (Summersville Lake), яке відкрили 3 вересня 1966 року.

## Історія
Ґад був невеликою фермерською громадою, яка існувала з 1800-х років до 1960-х. У містечку діяли загальний магазин, пошта та невелика школа, що обслуговувала місцевих дітей. Поруч із Ґадом розташовувалося інше містечко Спаркс (англ. Sparks), яке також було затоплене під час створення водосховища. Назва «Ґад» найімовірніше походить від прізвища родини Ґадд (Gadd). У 1960 році розпочалося будівництво дамби Саммерсвілл, головною метою якої було запобігання повеням у долині річки Голі (Gauley River). Для цього весь Ґад, разом із землями та будинками, викупили, а жителів переселили. Будівництво завершилося в 1966 році, і містечко опинилося під водою озера Саммерсвілл, яке стало найбільшим озером у Західній Вірджинії, площею близько 2790 акрів (приблизно 1130 гектарів).

## Сучасний стан
Нині Ґад лежить під водами озера Саммерсвілл, поблизу району сучасної пристані для яхт Лонг-Пойнт (Long Point Marina). Під час періодичних знижень рівня води в озері (наприклад, для перевірки дамби взимку), на поверхні з'являються старі дороги, фундаменти будинків та навіть дрібні предмети, як-от мармурові кульки чи дитячі іграшки, що нагадують про минуле містечка. Озеро Саммерсвілл стало популярним туристичним об'єктом, відомим як «Маленькі Багами Східного узбережжя» через надзвичайно чисту воду. Воно приваблює любителів риболовлі, катання на човнах та дайвінгу. Дайвери, зокрема, можуть бачити залишки Ґаду, тому, що, частини містечка збереглися під водою, включно з фундаментами будинків і навіть старими автомобілями.